# Jac. de Jong
Izak (Jac.) de Jong (Deventer, 24 april 1839 – Amsterdam, 24 april 1912) was een Nederlandse fluitist.
Hij was zoon van koopman en later muziekonderwijzer Meijer Izak de Jong en Betje Hompes. Broer Edward de Jong maakte furore als fluitist in Engeland, broer Herman de Jong was kapelmeester in Friesland. Hij was getrouwd met Henriette Jeannette van Lier. Toen zij overleed hertrouwde hij met Leentje de Jong. Hij was ridder in de Orde van de Eikenkroon.
Zijn eerste muzieklessen kreeg hij van zijn vader en vervolgens van Cornelis Alijander Brandts Buys. De Jong vertrok echter naar Amsterdam om er te spelen in het orkest van Augustus de Boer, daarna bij Van Lier, het Parkschouwburgorkest van Willem Kes en ten slotte in het Paleisorkest, behorend bij het Paleis voor Volksvlijt.
In 1874 werd hij benoemd tot solofluitist van koning Willem III der Nederlanden. Op 26 november 1889 gaf hij in het Paleis van Volksvlijt een concert ter viering van zijn veertigjarig jubileum als musicus. Andere musici die speelden waren zijn broer Edward de Jong, Josephine Hartog (sopraan), Eva Elsasser (harp), Christiaan Timmner (viool), Henri Bosmans en het Paleisorkest onder leiding van Johannes Meinardus Coenen. Rond 1900 kreeg hij een blessure aan zijn hand, die hem het spelen onmogelijk maakt. Daarom werd hij verzekeringsagent.
Hij gaf les aan de Muziekschool van Christiaan Lodewijk Mattern aan de Bantammerstraat/Geldersekade. Een van zijn leerlingen was Albert Fransella, destijds een toonaangevend fluitist in Engeland, later geheel vergeten. Schrijver en fluitist Bernard Canter droeg zijn Handleiding tot het volkomen fluitspel op aan De Jong (1912).  